# خيسوس رويدا
خيسوس رويدا أمبروسيو (بالإسبانية: Jesús Rueda Ambrosio)‏ (من مواليد 19 فبراير 1987 في بطليوس، إكستريمادورا) هو لاعب كرة قدم محترف إسباني، يلعب لنادي ريال بلد الوليد في مركز قلب الدفاع أو خط الوسط الدفاعي.

## وصلات خارجية
- خيسوس رويدا على موقع قاعدة بيانات كرة القدم.إي يو (الإنجليزية)
- خيسوس رويدا على موقع Soccerway.com (الإنجليزية)
- خيسوس رويدا على موقع عالم كرة القدم.نت (الإنجليزية)
- خيسوس رويدا على موقع كووورة
- خيسوس رويدا على موقع AS.com (الإسبانية)

- Valladolid official profile (بالإسبانية)
- BDFutbol profile
- Futbolme profile (بالإسبانية)
- Transfermarkt profile